# Йоанис Николидис
Йоанис Николидис (на гръцки: Ιωάννης Νικολίδης) е гръцки учен, лекар, деец на Гръцкото Просвещение.

## Биография
Николидис е роден в 1745 година в западномакедонското влашко село Грамоща, Османската империя. След разрушаването на Грамос в 1769 година от албански банди, семейството му се мести във влашката паланка Клисура. Учи в Сятища и заминава за австрийската столица, където учи медицина във Виенския университет, от който получава докторска степен в 1780 година. Получава благородническа титла и служи като личен лекар на императрицата на Свещената Римска империя Мария Терезия. До смъртта си в 1828 година живее във Виена.
Участва в гръцкото революционно движение и е сътрудник на Ригас Фереос.
Николидис е важна научна фигура на гръцкото Просвещение и е автор на важни медицински трудове, подпомогнали развитието на гръцката медицина – докторската му дисертация за стомашно-чревните заболявания „Disseratio Inauguralis Physiologico“ (1780) и „Ερμηνεία περί του πώς πρέπει να θεραπεύεται το Γαλλικόν Πάθος, ήγουν η Μαλαφράντζα“ (Трактат за това как трябва да се лекува френската страст, малафрандзата, 1794), обширно пионерно проучване на сифилиса. В „Трактата“ превежда от немски на прост гръцки език есето на професора по медицина от Виенския университет Антон фон Щьорк с речник на болестите и фармацевтичните препарати. Той използва народен език и се опитва да достигне до читателя, който не разполага с познания по медицински въпроси.